# Подречани
Подречани (слч. Podrečany) насељено је мјесто са административним статусом сеоске општине (слч. obec) у округу Лучењец, у Банскобистричком крају, Словачка Република.

## Становништво
| Година:    | 1994. | 2004.   | 2014.   | 2024.    |
| ---------- | ----- | ------- | ------- | -------- |
| Број људи: | 563   | 599     | 565     | 508      |
| Разлика:   |       | +6,39 % | -5,67 % | -10,08 % |

| Година:    | 2023. | 2024.   |
| ---------- | ----- | ------- |
| Број људи: | 519   | 508     |
| Разлика:   |       | -2,11 % |

Према подацима о броју становника из 2011. године насеље је имало 582 становника.